# Международные стандарты финансовой отчётности
Международные стандарты финансовой отчётности, МСФО (англ. International Financial Reporting Standards, IFRS) — набор документов (стандартов и интерпретаций), регламентирующих правила составления финансовой отчётности, необходимой внешним пользователям для принятия ими экономических решений в отношении предприятия.

## История
С целью улучшения и сближения использования финансовой отчётности на международном уровне в 1973 году общественные бухгалтерские и аудиторские организации ряда стран создали международную профессиональную
неправительственную организацию — Комитет по Международным стандартам финансовой отчётности (КМСФО) (International Accounting Standards Committee, IASC).
С 1981 года КМСФО был полностью автономным во внедрении международных стандартов финансовой отчётности и в вопросах обсуждения документов, касающихся международного учёта.
С 2005 года, на основании решения Европейской комиссии от 2002 года, все компании, чьи акции котируются на биржах Европы, готовят консолидированную отчётность по МСФО.
В рамках реорганизации в апреле 2001 года Совет по Международным стандартам финансовой отчётности (СМСФО) заменил КМСФО.
С 1973 по 2001 год стандарты разрабатывал КМСФО и выпускал их под названием International Accounting Standards (IAS), а с 2001 года СМСФО выпускает вновь создаваемые стандарты под названием International Financial Reporting Standards (IFRS).
В сентябре 2002 года состоялось Норволкское соглашение, в рамках которого СМСФО и Совет по стандартам учёта США приняли меморандум о конвергенции МСФО и US GAAP и с 2009 года снято требование о согласовании отчетности по МСФО с US GAAP.

## Цели стандартов
Цель стандартов финансовой отчётности — сократить различия и выбор трактовки в предоставлении финансовой отчётности, улучшить качество и сопоставимость информации, унификация стандартов. Единые стандарты позволяют оценивать и сравнивать результаты деятельности различных компаний, в том числе на международном уровне, более эффективно.
МСФО, в отличие от некоторых национальных правил составления отчётности, представляют собой стандарты, основанные на принципах, а не на жестко прописанных правилах.
Цель состоит в том, чтобы в любой практической ситуации составители могли следовать духу принципов, а не пытаться найти лазейки в чётко прописанных правилах, которые позволили бы обойти какие-либо базовые положения. В документе «Концептуальные основы финансовой отчетности» закреплены все базовые принципы МСФО, в том числе принцип начисления, принцип непрерывности деятельности, принцип осторожности и уместности.

## Процедура разработки МСФО
Процесс разработки международных стандартов финансовой отчётности:
1. Консультационная группа представляет проблему учёта на своём заседании, проанализировав её и дав оценку применения Концептуальных основ финансовой отчетности;
2. Проводится изучение национальных требований и практики бухгалтерского учёта, обмен мнениями с национальными органами, устанавливающими стандарты;
3. Консультации с Попечителями Фонда и Консультативным Советом по МСФО о включении данной темы в повестку дня СМСФО;
4. Создание рабочей группы для консультационной поддержки СМСФО;
5. Публикация «Дискуссионного документа» для всеобщего обсуждения;
6. Публикация «Проекта стандарта» для всеобщего обсуждения;
7. Публикация «Основания для принятия решения» и позиции членов СМСФО, не согласных с положениями проекта стандарта;
8. Рассмотрение комментариев, полученных в утверждённый период;
9. Публичные слушания и тестирование применимости стандарта;
10. Утверждение стандарта не менее 9 голосами членов СМСФО;
11. Публикация стандарта вместе с основаниями для принятия решений.

## Иерархия МСФО
В порядке уменьшения важности существует иерархия стандартов:
- МСФО (IFRS) и (IAS), включая все приложения, являющиеся частью стандарта;
- Интерпретации КИМФО (IFRIC) и ПКИ (SIC);
- Приложения к МСФО, не являющиеся частью стандарта;
- Рекомендации по внедрению, выпущенные СМСФО.

## Применение в различных странах
Европа
Международные стандарты финансовой отчётности приняты как обязательные в нескольких странах Европы. В большинстве стран Европы отчётность в соответствии с МСФО обязаны подготавливать компании, чьи ценные бумаги обращаются на бирже.
США
В США, где сейчас применяются собственные стандарты бухгалтерского учёта US GAAP, в августе 2008 года Комиссией по ценным бумагам и биржам был представлен предварительный план перехода на МСФО и отказа от GAAP. Однако в феврале 2011 года SEC выпустила очередной документ, содержащий решение отложить внедрение IFRS в американскую отчётность. Поскольку IFRS является консенсусом национальных бухучётов, его качество, по некоторым оценкам, хуже, чем у US GAAP. Одним из ключевых неустранимых противоречий является проблема netting/offsetting по финансовым инструментам в балансе. Летом 2013 года председатель SEC сменился на более лояльного к IFRS, бывшего партнёра Big4, — при нём активизировалась работа по сходимости стандартов US GAAP и IFRS.
Россия

В 1998 году в России была принята к исполнению программа реформирования бухгалтерского учёта в соответствии с МСФО. В частности, с 2005 года все кредитные организации (банки) обязаны подготавливать отчётность в соответствии с нормами МСФО.
Национальный совет по стандартам финансовой отчётности (Фонд НСФО) ведёт работу по созданию комплекта национальных стандартов финансовой отчётности (СФО) с июня 2006 года.
В июле 2010 года был принят Федеральный закон № 208-ФЗ «О консолидированной финансовой отчетности», согласно которому МСФО обязательны для консолидированной отчётности всех общественно значимых компаний:
- Кредитные организации;
- Страховые организации;
- Другие организации, чьи ценные бумаги допущены к обращению на торгах фондовых бирж и (или) иных организаторов торговли на рынке ценных бумаг.

В 2011 году принято «Положение о признании МСФО и их разъяснений для применения на территории Российской Федерации (Постановление Правительства РФ от 25.02.2011 № 107)». Предполагается, что каждый документ МСФО будет проходить отдельную экспертизу на предмет применимости в России. Решение о вступлении документа МСФО в силу будет принимать Министерство финансов РФ. Тем не менее, в России не будут полностью отказываться от РСБУ. МСФО станут применять для консолидированной отчётности, а федеральные стандарты — для отчетности юридических лиц.
В 2011 году применимыми на территории РФ были признаны первые 63 стандарта и интерпретации. Консолидированная финансовая отчётность должна предоставляться организациями, попавшими под действие Закона № 208-ФЗ, начиная с отчётности за 2012 год.
Министерство финансов 25 ноября 2011 года утвердило приказ № 160н о введении МСФО в Российской Федерации. Полные тексты МСФО на русском языке и учебные материалы доступны на сайте Министерства.
В Российской Федерации более 145 крупных компаний составляют и публикуют финансовую отчетность, подготовленную в соответствии с МСФО.

## Список действующих в настоящее время стандартов
Полный список действующих и приостановленных стандартов МСФО в основной статье: МСФО (список).

### IFRS
- IFRS 1 Первое применение Международных стандартов финансовой отчётности (First Time Application of International Financial Reporting Standards)
- IFRS 2 Платёж, основанный на акциях (Share-Based Payments)
- IFRS 3 Объединения бизнеса (Business Combinations)
- IFRS 4 Договоры страхования (Insurance Contracts)
- IFRS 5 Долгосрочные активы, предназначенные для продажи, и прекращённая деятельность (Non-current Assets Held for Sale and Discontinued Operations)
- IFRS 6 Разведка и оценка запасов полезных ископаемых (Exploration for and Evaluation of Mineral Resources)
- IFRS 7 Финансовые инструменты: раскрытие информации (Financial Instruments: Disclosures)
- IFRS 8 Операционные сегменты (Operating segments)
- IFRS 9 Финансовые инструменты (Financial Instruments)
- IFRS 10 Консолидированная финансовая отчётность (Consolidated Financial Statements)
- IFRS 11 Совместная деятельность (Joint Arrangements)
- IFRS 12 Раскрытие информации об участии в других предприятиях (Disclosure of Interests in Other Entities)
- IFRS 13 Оценка справедливой стоимости (Fair Value Measurement)[8]
- IFRS 14 Счета отложенных тарифных корректировок (Regulatory Deferral Accounts)[9]
- IFRS 15 Выручка по договорам с покупателями (Revenue from Contracts with Customers)[10]
- IFRS 16 Аренда (Leases)
- IFRS 17 Договоры страхования (Insurance Contracts)
- IFRS for SMEs МСФО для малых и средних предприятий (МСФО для МСП)[11]

### IAS
- IAS 1 Представление финансовой отчётности (Presentation of Financial Statement)
- IAS 2 Запасы (Inventories)
- IAS 7 Отчёты о движении денежных средств (Statement of Cash Flows)
- IAS 8 Учётная политика, изменения в бухгалтерских оценках и ошибки (Accounting Policies, Changes in Accouting Estimates and Errors)
- IAS 10 События после окончания отчётного периода (Events After the Reporting Period)
- IAS 12 Налоги на прибыль (Income Taxes)
- IAS 16 Основные средства (Property, Plant and Equipment)
- IAS 17 Аренда (Leases)
- IAS 19 Вознаграждения работникам (Employee Benefits)
- IAS 20 Учёт государственных субсидий и раскрытие информации о государственной помощи (Accounting for Goverments Grants and Disclosure of Goverment Assistance)
- IAS 21 Влияние изменений обменных курсов валют (The Effects of Changing in Foreign Exchange Rates)
- IAS 23 Затраты по займам (Borrowing Costs)
- IAS 24 Раскрытие информации о связанных сторонах (Related Party Disclosures)
- IAS 26 Учёт и отчётность по пенсионным планам (Accounting and Reporting by Retirement Benefit Plans)
- IAS 27 Отдельная финансовая отчётность (Separate Financial Statements)
- IAS 28 Инвестиции в ассоциированные и совместные предприятия (Investments in Associates and Joint Ventures)
- IAS 29 Финансовая отчётность в гиперинфляционной экономике (Financial Reporting in Hyperinflationary Economies)
- IAS 32 Финансовые инструменты: представление информации (Financial Instruments: Presentation)
- IAS 33 Прибыль на акцию (Earnings per Share)
- IAS 34 Промежуточная финансовая отчётность (Interim Financial Reporting)
- IAS 36 Обесценение активов (Impairment of Assets)
- IAS 37 Резервы, условные обязательства и условные активы (Provisions, Contingent Liabilities and Contingent Assets)
- IAS 38 Нематериальные активы (Intangible Assets)
- IAS 39 Финансовые инструменты: признание и измерение (Financial Instruments: Recognition and Measurement)
- IAS 40 Инвестиционное имущество (Investment Property)
- IAS 41 Сельское хозяйство (Agriculture)

### IFRIC
Помимо стандартов, обязательными для применения являются толкования, раскрывающие тот или иной вопрос применения стандартов:
- IFRIC 1 Изменения в существующих обязательствах по выводу объектов из эксплуатации, восстановлению природных ресурсов и иных аналогичных обязательствах (Changes in Existing Decommissioning, Restoration and Similar Liabilities)
- IFRIC 2 Доли участия в кооперативах и подобные финансовые инструменты (Members' Shares in Co-operative Entities and Similar Instruments)
- IFRIC 5 Права, связанные с участием в фондах финансирования вывода объектов из эксплуатации, восстановления окружающей среды и экологической реабилитации(Rights to Interests arising from Decommissioning, Restoration and Environmental Rehabilitation Funds)
- IFRIC 6 Обязательства, возникающие в связи с деятельностью на специфическом рынке — отработанное электрическое и электронное оборудование(Liabilities arising from Participating in a Specific Market — Waste Electrical and Electronic Equipment)
- IFRIC 7 Применение подхода, требующего пересчёта финансовой отчётности в соответствии с IAS 29 Финансовая отчётность в условиях гиперинфляции (Applying the Restatement Approach under IAS 29 Financial Reporting in Hyperinflationary Economies)
- IFRIC 10 Промежуточная финансовая отчётность и обесценение (Interim Financial Reporting and Impairment)
- IFRIC 12 Договоры концессии по предоставлению услуг (Service Concession Arrangements)
- IFRIC 14 IAS 19 — Предельная величина актива пенсионного плана с установленными выплатами, минимальные требования к финансированию и их взаимосвязь (IAS 19 — The Limit on a Defined Benefit Asset, Minimum Funding Requirements and their Interaction)
- IFRIC 16 Хеджирование чистой инвестиции в иностранное подразделение (Hedges of a Net Investment in a Foreign Operation)
- IFRIC 17 Распределения акционерам в неденежной форме (Distributions of Non-Cash Assets to Owners)
- IFRIC 19 Погашение финансовых обязательств долевыми инструментами (Extinguishing Financial Liabilities with Equity Instruments)
- IFRIC 20 Затраты на вскрышные работы на этапе эксплуатации разрабатываемого открытым способом месторождения (Stripping Costs in the Production Phase of a Surface Mine)
- IFRIC 21 Обязательные платежи (Levies)
- SIC 7 Введение евро (Introduction of the Euro)
- SIC 10 Государственная помощь: отсутствие конкретной связи с операционной деятельностью (Government Assistance — No Specific Relation to Operating Activities)
- SIC 25 Налоги на прибыль — изменения налогового статуса предприятия или его акционеров (Income Taxes — Changes in the Tax Status of an Enterprise or its Shareholders)
- SIC 29 Договоры концессии по предоставлению услуг: Раскрытие информации (Service Concession Arrangements: Disclosures)
- SIC 32 Нематериальные активы: затраты на Интернет-сайт (Intangible Assets — Web Site Costs)